# شاردلیک (مجموعه تلویزیونی)
شاردلیک (به انگلیسی: Shardlake TV series) یک مجموعه تلویزیونی در دیزنی پلاس است که بر اساس سریال شاردلیک از رمان‌های معمای تاریخی توسط سی جی سانسوم در زمان سلطنت هنری هشتم در قرن شانزدهم اتفاق افتاد.  این سریال توسط استیون بوچارد اقتباس شده و توسط جاستین چادویک کارگردانی و توسط فورج تهیه شده است.آرتور هیوز در نقش متیو شاردلیک همنام، در کنار شان بین در نقش توماس کرامول بازی می‌کند.

## خلاصه
در طول انحلال صومعه‌ها در دوره تودور، متیو شاردلیک توسط توماس کرامول فرستاده می‌شود تا درباره مرگ یک کمیسر در شهر دورافتاده اسکارنسی تحقیق کند.

## بازیگران
- آرتور هیوز در نقش متیو شاردلیک
- شان بین در نقش توماس کرامول
- آنتونی بویل در نقش جک باراک
- بابو سیزی در نقش ابوت فابیان
- پل کایه در نقش برادر جروم
- روبی اشبورن سرکیس در نقش آلیس
- متیو استیر در نقش خداحافظ
- برایان ورنل در نقش برادر مورتیموس
- پیتر فرث در نقش توماس هاوارد، سومین دوک نورفولک
- عرفان شمجی در نقش برادر گای
- دیوید پیرس در نقش برادر ادویگ
- مایلز بارو در نقش برادر گابریل
- مایک نوبل در نقش باگ
- کیمبرلی نیکسون در نقش جوآن

## پخش
این مجموعه در «دیزنی» از ۱ مه ۲۰۲۴ در دسترس بود.

## تولید

### پس زمینه
نویسنده سی جی سانسوم حقوق اولین رمان متیو شاردلیک خود، "انحلال" را در سال ۲۰۰۳ به تهیه کننده استیوی لی اعطا کرد. لی در ابتدا قصد داشت با کنت برانا فیلم بسازد.  در سال ۲۰۰۷، بی‌بی‌سی این رمان‌ها را انتخاب کرد و برانا همچنان پیوست بود.  با این حال، آنها تولید هیلاری منتل تالار گرگ را در اولویت قرار دادند و برانا تمرکز خود را به والاندر تغییر داد.  بحث‌های بعدی با آی تی وی (کانال تلویزیون) به تولید تبدیل نشد.
در ژانویه ۲۰۲۴ اعلام شد که
دیزنی پلاس اقتباسی از رمان‌های شاردلیک را که توسط فورج ،بخشی از بانیجی تولید می‌شود، چراغ سبز نشان داده بود. این مجموعه شامل چهار قسمت است که توسط جاستین چادویک بر اساس فیلمنامه ای نوشته شده توسط استیون بوچارد کارگردانی شده است.  جان گریفین تهیه کنندگی این سریال را بر عهده دارد، با تهیه‌کنندگان اجرایی جورج اورموند و مارک پیبوس برای فورج ، استیوی لی برای یخچال فراری و لی میسون برای دیزنی پلاس.

### بازیگران
آرتور هیوز  در نقش شاردلیک تایید شد. شان بین در نقش توماس کرامول تایید شد. در فوریه ۲۰۲۴ عرفان شمجی، دیوید پیرس، مایلز بارو، مایک نوبل و کیمبرلی نیکسون در بازیگران تایید شدند. بازیگران همچنین شامل بابو سیسای، پل کایه، روبی اشبورن سرکیس، پیتر فرث،  متیو استیر، برایان ورنل، و جو باربر.

### فیلمبرداری
تا مارس ۲۰۲۳، عکاسی اصلی با مکان‌های فیلمبرداری از جمله مجارستان، رومانی و اتریش آغاز شد. آرتور هیوز و شان بین برای رهبری معمای برای صومعه، از قلعه کوروین در ترانسیلوانیا و قلعه کروزنشتاین در خارج از وین استفاده کردند.

## پذیرایی
وب‌سایت جمع‌آورکننده بررسی از سایت گوجه فرنگی  بر اساس ۸ بررسی منتقدان، ۸۸٪ امتیاز تأیید با میانگین امتیاز ۶.۹/۱۰ را گزارش کرد.
آنیتا سینگ در «دیلی تلگراف» آن را «پیشنهاد محکم و هوشمندانه» نامید و هیوز «احساس انصاف و نجابت را به شاردلیک القا می‌کند بدون اینکه او را بیش از حد یک کفش دو کفشی خوب تبدیل کند». جوئل گلبی در روزنامه گاردین نوشت که "هیوز فوق العاده است" و "دینامیک هولمز واتسون او با جک باراک سرکش بویل بسیار لذت بخش است". ویکی جسوپ در استاندارد عصر آن را به‌عنوان «یک قطعه تلویزیونی با طرح‌های محکم و جوی فوق‌العاده توصیف کرد».